# Concón
Concón é uma comuna da província de Valparaíso, localizada na Região de Valparaíso, Chile. Possui uma área de 76,0 km² e uma população de 32.273 habitantes (2002).